# 関根康人
関根 康人（せきね やすひと、1978年 - ）は、日本の惑星科学者。東京工業大学地球生命研究所主任研究者・教授で、2022年4月より所長を務める。

## 人物・来歴
1978年11月、東京都台東区浅草に生まれる。1997年3月に東京都立白鷗高校を卒業し、同年4月に東京大学教養学部理科Ⅱ類に入学。
2001年3月に同大理学部地球惑星物理学科を卒業し、同年4月に同大大学院理学系研究科地球惑星科学専攻に進学、2006年3月に博士（理学）の学位を取得した。この間、指導教官の松井孝典の薦めによりNASAエイムズ研究所にて土星の衛星タイタンの研究を行う。
2006年4月より東京大学大学院理学系研究科地球惑星科学専攻で特任助手、翌2007年4月より同大学院新領域創成科学研究科複雑理工学専攻で助教を務める。2011年7月からは同専攻にて講師になり、2014年10月からは同大学院理学系研究科地球惑星科学専攻の准教授に就任する。
2018年6月に東京工業大学地球生命研究所に転じ主任研究者・教授を務める。さらに、2022年4月からは廣瀬敬に代わって同所長に着任する。また、金沢大学環日本海域環境研究センターの客員教授も務める。

## 研究・業績
土星の衛星タイタンをはじめ氷で表面を覆われた惑星や衛星を中心に、太陽系の天体の大気や海洋の形成と進化やそこでの生命の存在の可能性を表層環境の化学に注目し研究する。
2011年、土星最大の衛星であるタイタンに存在する、窒素を主成分とする厚い大気の起源を明らかにした。約40億年前におきたとされる無数の天体衝突によって、タイタン地表面の氷に含まれていたアンモニアが分解して窒素大気を作ったという考えを、室内実験によって実証した。
2015年、カッシーニ探査機による土星の衛星エンセラダスの観測結果の解析から、エンセラダス表面を覆う氷の下に生命を育みうる熱水環境が現存することを、ナノシリカ粒子が形成される温度条件を再現する実験を通して共同研究者らとともに明らかにした。さらに同年、エンセラダスの岩石の組成は地球のマントルよりも隕石（炭素質コンドライト）の組成に近い必要があることを共同研究者らとともに室内実験によって明らかにした。
2019年、金沢大学環日本海域環境研究センターの福士圭介と共同で、火星探査車キュリオシティが着陸したゲール・クレーターに存在したかつての湖の水質を明らかにした。その水質がミネラルを豊富に含み、生命にとっても好適なものであることを、環境化学の手法によって初めて定量的に明らかにした。
2023年には、エンセラダスから噴き出す海水中に生命必須元素であるリン酸が高濃度含まれていることを発見した。高炭酸かつアルカリ性というエンセラダスの水環境でリン酸が濃集することを示し、同様の水環境が原始地球でも実現すれば、地球生命誕生の場としても有力であろうことを示唆した。

## 著作物
本文に関係がある文献や書籍の一部

### 論文
- Postberg, Frank; Sekine, Yasuhito; Klenner, Fabian; Glein, Christopher R.; Zou, Zenghui; Abel, Bernd; Furuya, Kento; Hillier, Jon K. et al. (2023-06). “Detection of phosphates originating from Enceladus's ocean” (英語). Nature 618 (7965):  489–493. doi:10.1038/s41586-023-05987-9. ISSN 1476-4687. PMC 10266972. PMID 37316718.
- Fukushi, Keisuke; Sekine, Yasuhito; Sakuma, Hiroshi; Morida, Koki; Wordsworth, Robin (2019-10-25). “Semiarid climate and hyposaline lake on early Mars inferred from reconstructed water chemistry at Gale” (英語). Nature Communications 10 (1):  4896. doi:10.1038/s41467-019-12871-6. ISSN 2041-1723.
- Hsu, Hsiang-Wen; Postberg, Frank; Sekine, Yasuhito; Shibuya, Takazo; Kempf, Sascha; Horányi, Mihály; Juhász, Antal; Altobelli, Nicolas et al. (2015). “Ongoing hydrothermal activities within Enceladus” (英語). Nature 519 (7542):  207-210. doi:10.1038/nature14262.
- Sekine, Yasuhito; Shibuya, Takazo; Postberg, Frank; Hsu, Hsiang-Wen; Suzuki, Katsuhiko; Masaki, Yuka; Kuwatani, Tatsu; Mori, Megumi et al. (2015). “High-temperature water–rock interactions and hydrothermal environments in the chondrite-like core of Enceladus” (英語). Nature Communications 6 (1):  1-8. doi:10.1038/ncomms9604.
- Sekine, Yasuhito; Genda, Hidenori; Sugita, Seiji; Kadono, Toshihiko; Matsui, Takafumi (2011-06). “Replacement and late formation of atmospheric N2 on undifferentiated Titan by impacts” (英語). Nature Geoscience 4 (6):  359–362. doi:10.1038/ngeo1147. ISSN 1752-0908.

#### 博士論文
- Sekine, Yasuhito (2006), “The role of organic haze in the hydrogen cycle on Titan”, Doctoral dissertation （The role of organic haze in the hydrogen cycle on Titan（タイタンの水素循環における有機物ヘイズの役割）｜書誌詳細｜国立国会図書館オンライン）

#### エッセイ
- 関根康人「New Face－関根康人」『日本惑星科学会誌「遊・星・人」』第16巻、第4号、日本惑星科学会、2007年。ISSN 0918-273X。
- 関根康人「We are from Earth　アストロバイオロジーのすゝめ」三菱電機 DSPACE、2020年9月から連載開始。

### 単著
- 関根康人『土星の衛星タイタンに生命体がいる!:「地球外生命」を探す最新研究』小学館〈小学館新書〉、2013年。ISBN 4098251930。

### 共編著・分担執筆
- 井田茂、田村元秀、生駒大洋、関根康人 編『系外惑星の事典』朝倉書店、2016年。ISBN 4254150210。
- 縣秀彦（編集） 編「どうやら、僕は知的生命がいてほしいと思ってないようです」『科学者18人にお尋ねします。宇宙には誰かいますか?』佐藤勝彦（監修）、関根康人ほか（述）、河出書房新社、2017年、224頁。ISBN 430925361X。